# Foot Ball Club Liberty 1924-1925
Questa pagina raccoglie i dati riguardanti il Foot Ball Club Liberty nelle competizioni ufficiali della stagione 1924-1925.

## Stagione
Fonti
In vista del nuovo campionato, la dirigenza del Liberty ingaggiò la mezzala ungherese János Hajdu, centrocampista offensivo molto apprezzato, ritenendo che potesse fare la differenza.
La stagione iniziò con il derby con l'Ideale, che per decisione della Lega fu rinviato a Taranto per timore di tafferugli, data la rivalità fra le due tifoserie. La vittoria, a differenza degli anni precedenti andò per la prima volta ufficialmente ai bianco-blu con un 4-1; nella formazione idealista mancarono cinque titolari (che avevano già acquistato i biglietti per seguire la Nazionale italiana a Milano contro la Svezia, che pareggiò 2-2). Dopo aver vinto 2-0 l'altra stracittadina, con il redivivo F.B.C. Bari, i libertiani raccolsero 3 punti nei restanti confronti del girone d'andata con le tarantine, perdendo per 4-2 al Corvisea con la Pro Italia (l'incontro con la Tarantina, inizialmente pareggiato 1-1, fu in seguito dato vinto ai baresi, a tavolino). 
Il derby di ritorno fu ancora programmato a Taranto per le stesse motivazioni dell'andata (tra le proteste del Liberty, che non voleva giocare sul campo della diretta concorrente, la Pro Italia); la gara fu accesa e all'1-1 dei bianco-blu, alcuni tifosi nero-verdi in disaccordo con la convalida del pareggio invasero il campo, costringendo l'arbitro a sospendere la partita. A seguito del ricorso di entrambe le contendenti l'incontro fu dato per vinto al Liberty, a tavolino (2-0). Il Liberty continuò quindi la serie positiva, con il perentorio 7-0 sul Bari e la vittoria interna 1-0 sulla Pro Italia, fino all'ultima giornata, in cui cedette l'intera posta in palio ai rossi dell'Audace, rimediando uno 0-1 in casa. 
Con l'ultimo passo falso i bianco-bleu si trovarono con 15 punti in testa al girone, pari merito con la Pro Italia (reduce dallo 0-0 in casa dell'Ideale). Nello spareggio di Napoli, del 29 marzo 1925, i bianco-verdi tarantini vinsero 1-0, aggiudicandosi il primato del girone pugliese.
Gli striscioni, in virtù del secondo posto ebbero comunque accesso al girone semifinale B a quattro squadre (per la prima volta dal 1921), concluso poi al terzo posto con conseguente eliminazione. Gli unici 3 punti conquistati furono ottenuti contro la Messinese, nette invece le sconfitte inferte dall'Alba Roma (6-0 e 0-3), formazione che giunse poi alla finalissima nazionale.
Il nuovo acquisto Hajdu, che si affermò capocannoniere dei bianco-azzurri, aveva soddisfatto club e tifosi.

## Rosa
| N. |                   | Ruolo | Calciatore          |
| -- | ----------------- | ----- | ------------------- |
|    | Italia (bandiera) |       | Albanese            |
|    | Italia (bandiera) | A     | Baragiotto          |
|    | Italia (bandiera) | P     | Barone              |
|    | Italia (bandiera) |       | Bellomo             |
|    | Italia (bandiera) |       | Cagnetta            |
|    | Italia (bandiera) |       | Castellano          |
|    | Italia (bandiera) | P     | Florindo Cervini    |
|    | Italia (bandiera) | A     | Raffaele Costantino |
|    | Italia (bandiera) | C     | Gaetano De Marzo    |
|    | Italia (bandiera) |       | Ferrara             |

| N. |                     | Ruolo | Calciatore          |
| -- | ------------------- | ----- | ------------------- |
|    | Ungheria (bandiera) | C     | János Hajdu         |
|    | Italia (bandiera)   | D     | Antonio Lella       |
|    | Italia (bandiera)   |       | Lella III           |
|    | Italia (bandiera)   |       | Lorenzo Mastroserio |
|    | Italia (bandiera)   | A     | Luigi Perilli       |
|    | Italia (bandiera)   |       | Piccinno            |
|    | Italia (bandiera)   | D     | Sartoris            |
|    | Italia (bandiera)   |       | Onofrio Terrevoli   |
|    | Italia (bandiera)   | C     | Salvatore Vescina   |

## Risultati

### Prima Divisione

#### Girone pugliese

##### Girone di andata
| Arbitro: | Argento (Napoli) |

|                             |           |          |
| Hajdu 5’, ?’, ?’ Costantino | Marcatori | 8’ Vacca |

| Arbitro: | Campanella (Bari) |

|  |           |                                |
|  | Marcatori | 62’ (aut.) Lerario 71’ Perilli |

| Bari 7 dicembre 1924 4ª giornata | Liberty          | 2 – 0 A tav. | Tarantina | \| Arbitro: \| Cugnini (Ancona) \| |
| Arbitro:                         | Cugnini (Ancona) |              |           |                                    |

| Arbitro: | Del Pezzo (Napoli) |

|                                        |           |                      |
| Cazzato I Palmisano Mongelli Ascanelli | Marcatori | 44’ Hajdu Baragiotto |

| Arbitro: | Barionovi (Roma) |

|                            |           |                      |
| Dal Maso 10’ Lo Prieno 42’ | Marcatori | Baragiotto 76’ Hajdu |

##### Girone di ritorno
| Taranto 25 gennaio 1925 9ª giornata | Ideale           | 0 – 2 A tav. | Liberty | \| Arbitro: \| Barionovi (Roma) \| |
| Arbitro:                            | Barionovi (Roma) |              |         |                                    |

| Arbitro: | Campanella (Bari) |

|                                                                              |           |  |
| Hajdu 14’ Perilli 46’, 61’, 64’ Baragiotto 68’ Costantino Di Cagno ?’ (aut.) | Marcatori |  |

| Arbitro: | Salvagni (Venezia) |

|                |           |  |
| Costantino 25’ | Marcatori |  |

| Arbitro: | Fontana (Bologna) |

|  |           |                 |
|  | Marcatori | 19’ Lo Prieno I |

| Arbitro: | Trama (Torre Annunziata) |

|           |           |                |
| Perez 88’ | Marcatori | 62’, 75’ Hajdu |

##### Spareggio per il primo posto
| Arbitro: | Del Pezzo (Napoli) |

|               |           |  |
| Palmisano 65’ | Marcatori |  |

#### Semifinali Lega Sud - girone B

##### Girone di andata
| Arbitro: | Reichlin (Napoli) |

|                                                       |           |  |
| Lo Prete 2’ Scioscia 47’ Ziroli ?’, ?’ Schrott ?’, ?’ | Marcatori |  |

| Arbitro: | Cornaro (Roma) |

|  |           |              |
|  | Marcatori | 22’ Steiskal |

| Arbitro: | Cerchia (Roma) |

|                                          |           |  |
| Lella III 24’ Costantino 46’ Perilli 61’ | Marcatori |  |

##### Girone di ritorno
| Arbitro: | Cugnini (Ancona) |

|  |           |                                         |
|  | Marcatori | 10’ (rig.) Mattei 35’ Berti I 75’ Degni |

| 17 maggio 1925 5ª giornata | Cavese | 2 – 0 A tav. | Liberty |  |

| Messina 24 maggio 1925 6ª giornata | Messinese       | 0 – 0 | Liberty | \| Arbitro: \| Filosa (Napoli) \| |
| Arbitro:                           | Filosa (Napoli) |       |         |                                   |

## Statistiche

### Statistiche di squadra
| Competizione                      | Punti | In casa | In casa | In casa | In casa | In casa | In casa | In trasferta | In trasferta | In trasferta | In trasferta | In trasferta | In trasferta | Totale | Totale | Totale | Totale | Totale | Totale | DR  |
| Competizione                      | Punti | G       | V       | N       | P       | Gf      | Gs      | G            | V            | N            | P            | Gf           | Gs           | G      | V      | N      | P      | Gf     | Gs     | DR  |
| --------------------------------- | ----- | ------- | ------- | ------- | ------- | ------- | ------- | ------------ | ------------ | ------------ | ------------ | ------------ | ------------ | ------ | ------ | ------ | ------ | ------ | ------ | --- |
| Prima Divisione - girone pugliese | 15    | 5       | 4       | 0       | 1       | 14      | 2       | 5            | 3            | 1            | 1            | 10           | 7            | 10     | 7      | 1      | 2      | 24     | 9      | +15 |
| Prima Divisione - semifinali Sud  | 3     | 3       | 0       | 1       | 2       | 0       | 4       | 3            | 1            | 0            | 2            | 3            | 8            | 6      | 1      | 1      | 4      | 3      | 12     | -9  |
| Totale                            | -     | 8       | 4       | 1       | 3       | 14      | 6       | 8            | 4            | 1            | 3            | 13           | 15           | 16     | 8      | 2      | 6      | 27     | 21     | +6  |

### Statistiche dei giocatori
| Giocatore     | Prima Divisione | Prima Divisione |
| Giocatore     | Presenze        | Reti            |
| ------------- | --------------- | --------------- |
| Albanese      | 5               | 0               |
| Baragiotto    | 6               | 3               |
| Barone        | 1               | -6              |
| Bellomo       | 6               | 0               |
| Cagnetta      | 1               | 0               |
| Castellano    | 15              | 0               |
| F. Cervini    | 15              | -14             |
| R. Costantino | 16              | 4               |
| De Marzo      | 16              | 0               |
| Ferrara       | 1               | 0               |
| J. Hajdu      | 14              | 8               |
| Lella (II)    | 15              | 0               |
| Lella (III)   | 6               | 1               |
| Mastroserio   | 1               | 0               |
| Perilli       | 13              | 5               |
| Piccinno      | 15              | 0               |
| Sartoris      | 16              | 0               |
| Terrevoli     | 1               | 0               |
| Vescina       | 13              | 0               |